# Њижна Јаблонка
Њижна Јаблонка (слч. Nižná Jablonka) насељено је мјесто са административним статусом сеоске општине (слч. obec) у округу Хумење, у Прешовском крају, Словачка Република.

## Становништво
| Година:    | 1994. | 2004.   | 2014.   | 2024.    |
| ---------- | ----- | ------- | ------- | -------- |
| Број људи: | 183   | 177     | 186     | 138      |
| Разлика:   |       | -3,27 % | +5,08 % | -25,80 % |

| Година:    | 2023. | 2024.   |
| ---------- | ----- | ------- |
| Број људи: | 136   | 138     |
| Разлика:   |       | +1,47 % |

Према подацима о броју становника из 2024. године насеље је имало 138 становника.